# Cerámica cartaginesa

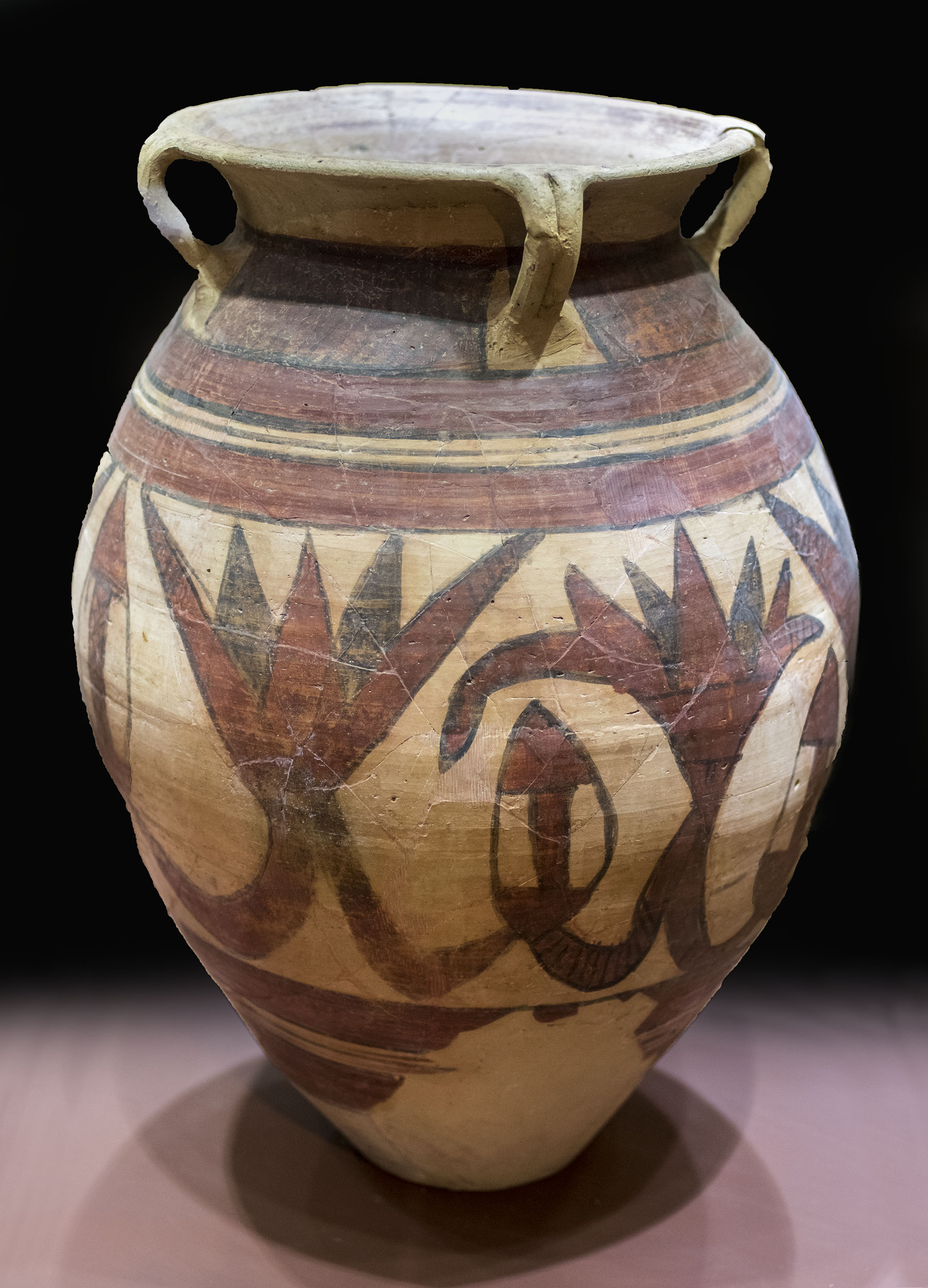
Vasija de 60 cm de altura por 45 de diámetro, datada entre 650-550 a. C.

Cerámica cartaginesa o cerámica púnica fue la producida en la Antigüedad por la nación e imperio de  Cartago en su expansión mediterránea. Caro Bellido data la transición del ajuar cerámico fenicio al periodo de influencia cartaginés hacia el año 550 a. C. Ha sido estudiada por especialistas clásicos como Pierre Cintas, Donald Benjamin Harden o la italiana Anna Maria Bisi (1938–1988). Se distinguen dos periodos principales, el antiguo, con sus características banda o franjas paralelas horizontales decorando las piezas alfareras, que casi desaparecen en el periodo final, con una cerámica monocroma más funcional de engobe rojo, como las típicas vasijas fenicias de embocadura y cuello trilobulado o con ‘boca de seta’, o las ánforas y «pithoi» de gran tamaño, utilizadas para el almacenaje y transporte de mercancías.

## Terracotas y máscaras
La cerámica fenicia y en especial su desarrollo en el periodo cartaginés tiene entre sus productos más característicos y singulares una variada colección de terracotas de representaciones humanas y una paralela muestra de máscaras, elaboradas para diversos usos, como las expuestas en el Museo Nacional del Bardo de la capital tunecina.
|                                         |
| Máscara púnica. Museo del Bardo, Túnez. |

|                                                 |
| Máscara púnica. Museu Arqueológico del Vendrell |

### Mediterráneo occidental
En la península ibérica, la alfarería cartaginesa, heredera de la fenicia, perduraría entre el año 500 a. C. y la romanización, con abundantes muestras en el archipiélago Balear, Levante y Andalucía.
También puede mencionarse, en los enclaves del Mediterráneo occidental de herencia fenicia, el yacimiento norteafricano de Sidi Abdeselam del Behar, junto a Tetuán.

## Urnas funerarias

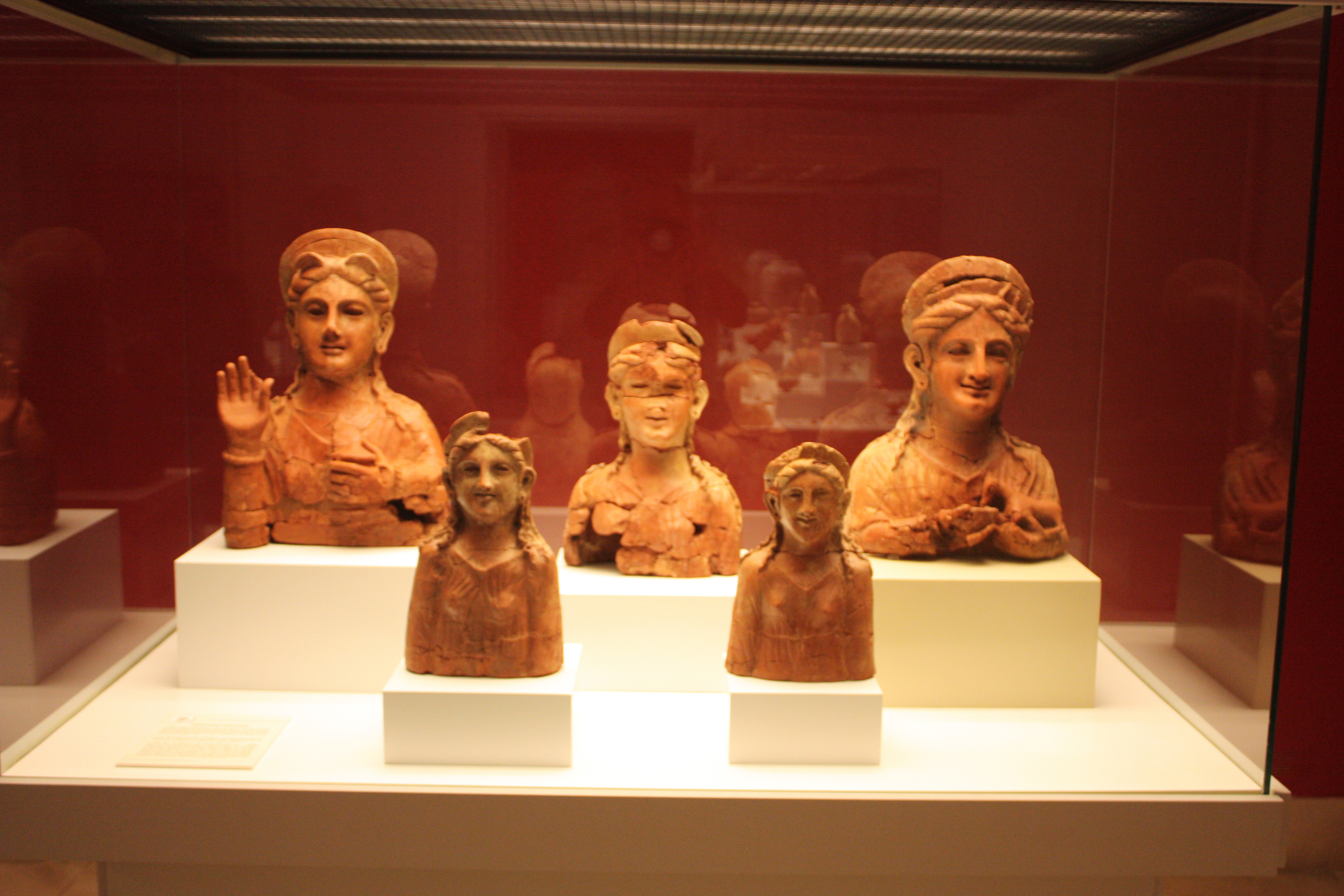
Urnas funerarias. Museo de Cádiz.

Continuando usos funerarios cerámicos ya documentados en Tiro, la costumbre de guardar cenizas familiares en recipientes como el «pithos», o vasos con la morfología de las cráteras del Bronce Tardío, llegaría a generar una diversa morfología de urnas, grandes terracotas de bustos de diosas de tocado trenzado, o mujeres enjoyadas, con una cavidad que duplicaba el valor decorativo con el de su uso como recipiente, todo ello en un contexto ritual o religioso. Los ejemplos aportados por la arqueología mediterránea son numerosos. Desde las vasijas halladas en Sulcis (Cerdeña), hasta los variados ajuares funerarios del entorno gaditano.

## Museología
La cerámica cartaginesa, ampliamente localizada en yacimientos arqueológicos y presente en museos específicos como el Museo nacional de Cartago y el
Museo paleocristiano de Cartago, entre otros centros similares de Egipto, España, Grecia, Italia, Túnez y otros países ribereños mediterráneos, tiene además representación en instituciones como el Louvre, el Museo Británico, el Museo Metropolitano de Arte de Nueva York, y en España, además de en el Museo Arqueológico Nacional de Madrid, en el Museo de Cádiz, entre otras muchas instalaciones culturales.

## Una dama ibicenca
De entre la abundante producción de terracotas de la cerámica púnica, puede escogerse como objeto de análisis la Dama de Ibiza, una de las muchas estatuillas representando una diosa cartaginesa (quizá Tanit en la estela de ídolos de la diosa fenicia Astarté).

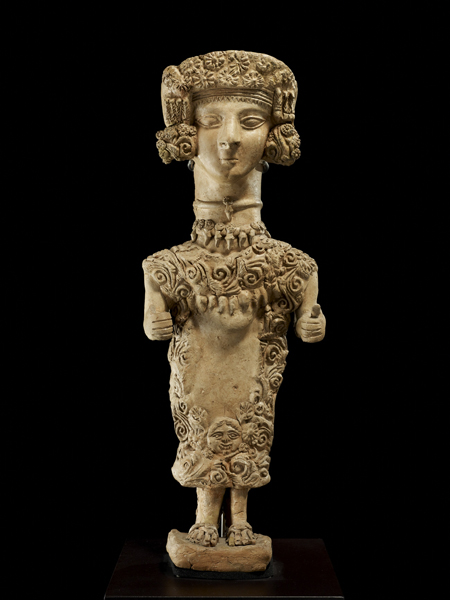
Dama de Ibiza (frontal)
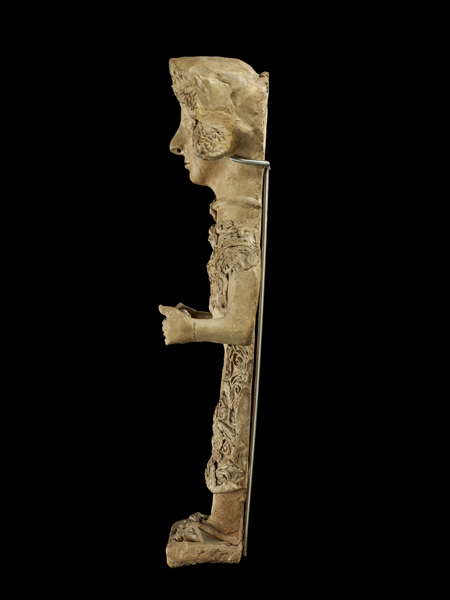
Dama de Ibiza (lateral)
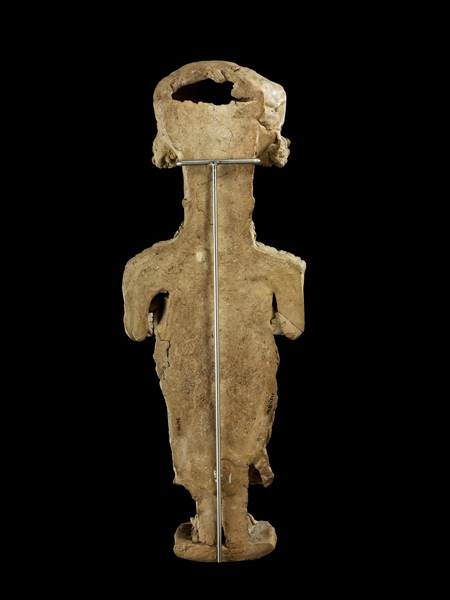
Dama de Ibiza (dorso)